# 시몬 룬드스트룀

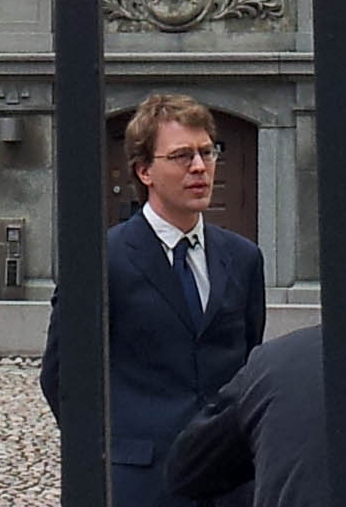
스웨덴 대법원 앞에서 텔레비전 인터뷰를 하고 있는 룬드스트룀.

시몬 룬드스트룀(Simon Lundström, 1973년 ~ )은 스웨덴의 일본 만화 번역가이다. 2010년 아동 포르노 소지 혐의로 기소되었다가 2012년 대법원에서 무죄 판결을 받은 사건으로 알려져 있다.
2003년부터 보니에르 칼센과 에그몬트와 같은 출판사에서 만화 번역을 하였다. 그가 스웨덴어로 번역한 만화로는 《원피스》, 《명탐정 코난》, 《신세기 에반게리온》, 《강철의 연금술사》, 《마법선생 네기마!》, 《러브히나》 등이 있다.
2010년 룬드스트룀은 개인 컴퓨터에 아동 포르노 만화 39개를 소지한 혐의로 기소당하여, 웁살라 지방 법원에서 벌금 25000 크로나를 선고받고 항소심에서 5600 크로나로 감형받았다. 2012년 6월 재 항소심에서 스웨덴 대법원은 해당 만화가 아동 포르노라고 판단할 수 있을 정도로 충분히 사실적이지만, 그림을 소지하는 것을 범죄로 하는 것은 표현의 자유를 제한하는 것이라 하여 그에게 무죄를 선고하였다.

## 참고 문헌
1. ↑  Manga images 'not child porn': Supreme Court